# Windows Fundamentals for Legacy PCs
Windows FLP или Windows Fundamentals for Legacy PCs (кодовое название — Eiger, неофициальное название — Windows XP for Legacy PCs, с англ. — «Windows XP для старых компьютеров») — версия Windows, выпущенная в производство 31 мая 2006 года и вышедшая в продажу 8 июля того же года. Компактная ОС от Microsoft для устаревших PC, на базе Microsoft Windows XP Embedded Service Pack 2. Предполагает использование вместе с терминальными серверами (Microsoft, Citrix). Также возможен запуск небольшого количества локальных приложений.

## Условия распространения
Доступна для скачивания заказчикам Microsoft по программе Software Assurance.

## Системные требования операционной системы Windows FLP
|                                           | Минимальные           | Рекомендуемые                                |
| ----------------------------------------- | --------------------- | -------------------------------------------- |
| Процессор х86                             | 233 МГц               | 800 МГЦ или выше                             |
| Оперативная память                        | 64 Мб ОЗУ             | 128 Мб ОЗУ или выше                          |
| Видеоадаптер и монитор                    | Super VGA (800 x 600) | Super VGA (800 x 600) или большее разрешение |
| Свободное место на HDD                    | 612 Мб                | 1 Гб или выше                                |
| Устройства взаимодействия с пользователем | клавиатура и мышь     | клавиатура и мышь                            |
| Другие устройства                         | не требуются          | Звуковая карта, колонки или наушники         |